# ليونيل سانشيز
ليونيل سانشيز (بالإسبانية: Leonel Sánchez)‏ لاعب كرة قدم تشيلي، لعب مع فريقه في كأس العالم وساتطاع ان يحرز الحذاء الذهبي في كأس العالم لكرة القدم 1962 والكرة البرونزية في كأس العالم لكرة القدم 1962 ، وأختير ضمن فريق كل النجوم في كأس العالم لكرة القدم 1962 ، أحد اللاعبين الذي شهدوا معركة سانتياغو.

## احصائيات
| نتائج النادي | نتائج النادي         | نتائج النادي   | الدوري | الدوري      |
| الموسم       | النادي               | الدوري         | الظهور | عدد الأهداف |
| تشيلي        | تشيلي                | تشيلي          | الدوري | الدوري      |
| ------------ | -------------------- | -------------- | ------ | ----------- |
| 1953         | أونيفرسيداد دي تشيلي | الدوري التشيلي | 4      | 1           |
| 1954         | أونيفرسيداد دي تشيلي | الدوري التشيلي | 5      | 3           |
| 1955         | أونيفرسيداد دي تشيلي | الدوري التشيلي | 33     | 14          |
| 1956         | أونيفرسيداد دي تشيلي | الدوري التشيلي | 22     | 10          |
| 1957         | أونيفرسيداد دي تشيلي | الدوري التشيلي | 21     | 14          |
| 1958         | أونيفرسيداد دي تشيلي | الدوري التشيلي | 25     | 9           |
| 1959         | أونيفرسيداد دي تشيلي | الدوري التشيلي | 26     | 22          |
| 1960         | أونيفرسيداد دي تشيلي | الدوري التشيلي | 23     | 10          |
| 1961         | أونيفرسيداد دي تشيلي | الدوري التشيلي | 24     | 6           |
| 1962         | أونيفرسيداد دي تشيلي | الدوري التشيلي | 32     | 19          |
| 1963         | أونيفرسيداد دي تشيلي | الدوري التشيلي | 27     | 11          |
| 1964         | أونيفرسيداد دي تشيلي | الدوري التشيلي | 24     | 5           |
| 1965         | أونيفرسيداد دي تشيلي | الدوري التشيلي | 30     | 15          |
| 1966         | أونيفرسيداد دي تشيلي | الدوري التشيلي | 19     | 8           |
| 1967         | أونيفرسيداد دي تشيلي | الدوري التشيلي | 34     | 6           |
| 1968         | أونيفرسيداد دي تشيلي | الدوري التشيلي | 27     | 6           |
| 1969         | أونيفرسيداد دي تشيلي | الدوري التشيلي | 10     | 0           |
| البلد        | تشيلي                | تشيلي          | 386    | 159         |
| المجموع      | المجموع              | المجموع        | 386    | 159         |

## الجوائز
| Award                                         | Reason for the award       |
| --------------------------------------------- | -------------------------- |
| الحذاء الذهبي                                 | كأس العالم لكرة القدم 1962 |
| الكرة البرونزية                               | كأس العالم لكرة القدم 1962 |
| فريق كل النجوم                                | كأس العالم لكرة القدم 1962 |
| N°40 South America best Player of the Century | IFFHS                      |

## روابط خارجية
- ليونيل سانشيز على موقع الاتحاد الدولي (مؤرشف)  (الإنجليزية)
- ليونيل سانشيز على موقع قاعدة بيانات كرة القدم.إي يو (الإنجليزية)
- ليونيل سانشيز على موقع ناشيونال فوتبول تيمز (الإنجليزية)
- ليونيل سانشيز على موقع عالم كرة القدم.نت (الإنجليزية)

| سبقه جاست فونتين | هداف كأس العالم 1962 مكرر مع غارينشيا ،ألبرت، إيفانوف، يركوفيتش، فافا | تبعه أوزيبيو |